# 가미아시베쓰역
가미아시베쓰역(일본어: 上芦別駅)은 일본 홋카이도 아시베쓰시에 있는 홋카이도 여객철도 네무로 본선의 역이다. 역 번호는 T27이며, 섬식 승강장 1면 2선의 구조를 지닌 지상역이다.

## 역 주변
- 국도 제38호선

## 역사
- 1917년 11월 : 미쓰비시 합자 회사 제 1항까지 분기선 2.4km 부설.
- 1920년 1월 16일 : 국철의 역으로서, 개업.
- 1987년 4월 1일 : 민영화에 의해, 홋카이도 여객철도로 이관.

## 인접 정차역
| 홋카이도 여객철도 네무로 본선 | 홋카이도 여객철도 네무로 본선 | 홋카이도 여객철도 네무로 본선 |
| ----------------------------- | ----------------------------- | ----------------------------- |
| T26 아시베쓰 다키카와 방면    | 네무로 본선                   | 노카난 T28 신토쿠 방면        |